# Chiesa di Santa Maria Assunta (Fontaneto d'Agogna)
La chiesa di Santa Maria Assunta, nota anche con il titolo chiesa di Maria Vergine Assunta, è la parrocchiale di Fontaneto d'Agogna, in provincia e diocesi di Novara; fa parte dell'unità pastorale di Suno-Momo.

## Storia
La prima citazione di una cappella a Fontaneto risale al 1330; alcuni elementi di questo edificio furono poi inglobati nelle strutture più recenti oppure ritrovati durante alcuni scavi.
Nel 1476 la chiesa fu ricostruita grazie all'interessamento di Filippo Maria Visconti, per poi venir rifatta a tre navate nel 1827 per volere dell'allora parroco don Martino Jelmoni, visto l'aumento della popolazione del paese.

## Descrizione

### Esterno
La facciata a salienti della chiesa, rivolta a ponente, è suddivisa da una cornice marcapiano in due registri, entrambi scanditi da semicolonne e lesene; quello inferiore presenta al cento il portale maggiore timpanato e ai lati i quattro ingressi laterali, sormontati da altrettante nicchie ospitanti delle statue, mentre quello superiore è caratterizzato da una finestra centrale e da due ulteriori nicchie con statue e coronato dal frontone.
Annesso alla parrocchiale è il campanile a base quadrata, abbellito da archetti pensili; la cella presenta su ogni lato una monofora ed è coronata dalla guglia piramidale a base ottagonale. 

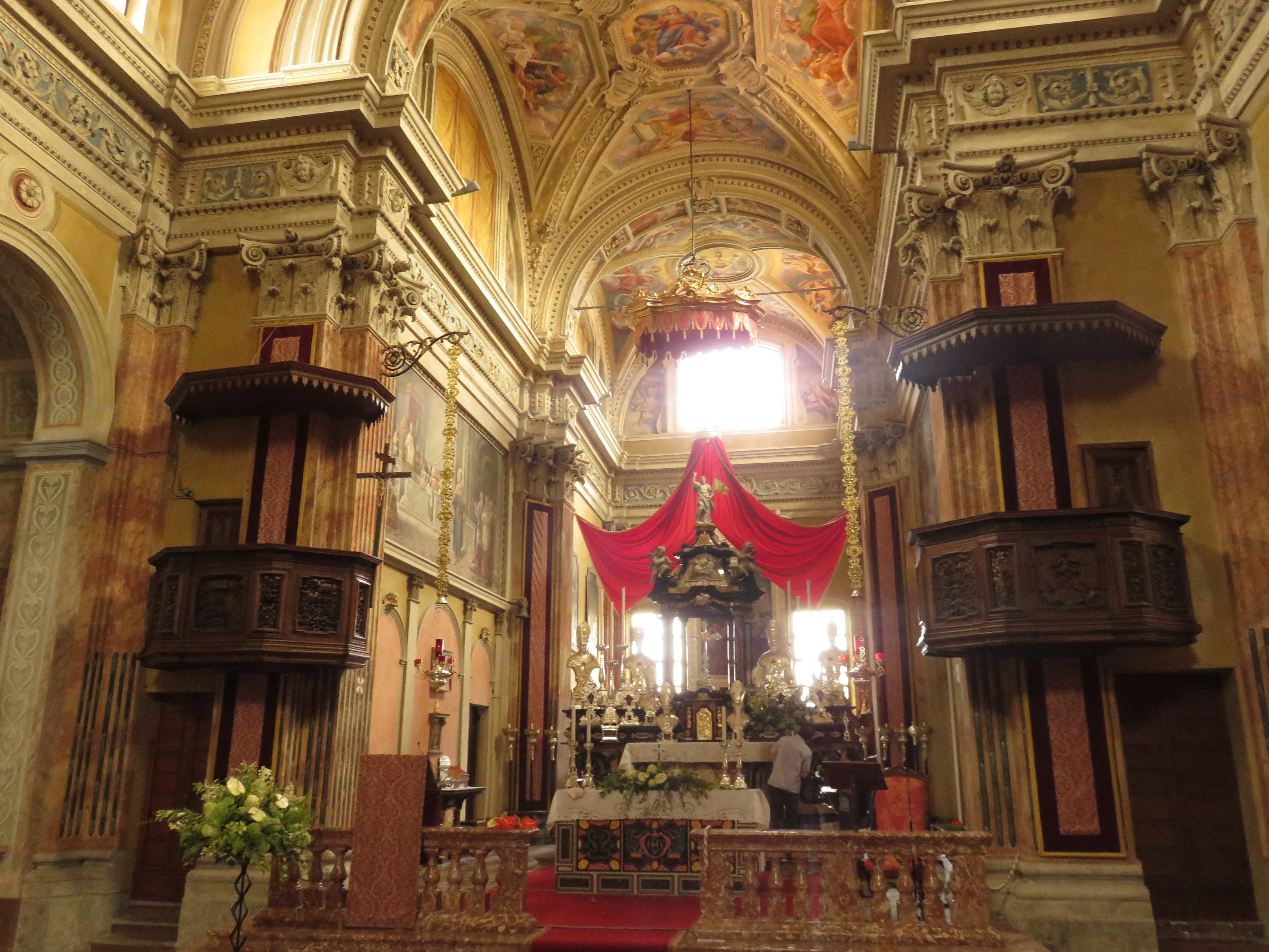
L'interno

### Interno
L'interno dell'edificio si compone di tre navate, separate da pilastri, abbelliti da lesene corinzie sorreggenti archi a tutto sesto, sopra cui corre la trabeazione sulla quale si imposta la volta; al termine dell'aula si sviluppa il presbiterio, a sua volta chiuso dalla parete a fondo piatto.
Qui sono conservate diverse opere di pregio, tra le quali la pala raffigurante la Santissima Trinità con Santi, eseguita tra il 1628 e il 1629 da Tanzio da Varallo, autore pure del telerio con Cristo in gloria adorato da tutti i Santi, gli affreschi che rappresentano la Vergine Assunta con i santi Davide, Daniele, Isaia, Geremia, la tavola con soggetto l'Assunta, dipinta da Sperindio Cagnoli nel XVI secolo, la pala della Deposizione di Cristo e le due tele seicentesche ritraenti la Predica di san Domenico e la Madonna del Rosario con i santi Domenico e Caterina da Siena, di scuola lombarda.